# Тірштайн
Тірштайн (нім. Bezirk Thierstein) — округ у Швейцарії в кантоні Золотурн.
Адміністративний центр — Брайтенбах.

## Громади
У таблиці наведено список громад округу станом на 2022 рік, населення та площа станом на 2019 рік.

| Українська назва | Оригінальна назва | Код BFS | Населення | Площа |
| ---------------- | ----------------- | ------- | --------- | ----- |
| Байнвіль         | Beinwil (SO)      | 2612    | 275       | 22,7  |
| Бершвіль         | Bärschwil         | 2611    | 801       | 11,2  |
| Брайтенбах       | Breitenbach       | 2613    | 3914      | 6,8   |
| Бюссерах         | Büsserach         | 2614    | 2298      | 7,6   |
| Гіммельрід       | Himmelried        | 2618    | 947       | 6,0   |
| Гріндель         | Grindel           | 2617    | 520       | 3,1   |
| Ершвіль          | Erschwil          | 2615    | 935       | 7,4   |
| Кляйнлютцель     | Kleinlützel       | 2619    | 1238      | 16,3  |
| Мельтінген       | Meltingen         | 2620    | 668       | 5,8   |
| Нуннінген        | Nunningen         | 2621    | 1897      | 10,3  |
| Ферен            | Fehren            | 2616    | 608       | 1,5   |
| Цулльвіль        | Zullwil           | 2622    | 646       | 3,7   |